# Fulton Kuykendall
(en) Statistiques sur pro-football-reference
Fulton Kuykendall, né le 10 juin 1953 à Coronado et mort le 15 février 2024, est un joueur américain de football américain évoluant au poste de linebacker.

## Carrière

### Université
Kuykendall joue en NCAA avec les UCLA Bruins.

### Professionnel
Fulton Kuykendall est sélectionné au sixième tour du draft de la NFL de 1975 par les Falcons d'Atlanta au 132e choix. Sa première saison en professionnel
le voit entrer lors de quatorze rencontres avant de trouver une place de titulaire. À partir de la saison 1978, il joue tous les matchs de la saison comme titulaire avec les Falcons. En 1981, il intercepte sa première passe en professionnel et parcourt vingt yards avant de marquer un touchdown. En 1984, il fait office de remplaçant et est libéré par le club après cette saison.
Il signe en 1985 avec les 49ers de San Francisco mais n'apparaît qu'une seule fois avec le maillot de San Francisco, prenant sa retraite après cette saison.
Il aura joué 124 matchs pour 91 comme titulaire, deux sacks, trois interceptions (pour un touchdown) et neuf fumbles récupérés.